# Marc Marell
Marc Marell (frz. Marc Mathieu) ist eine frankobelgische Abenteuer-Comic-Serie von Dominique Hé.

## Inhalt
Marc Marell und sein jugendlicher Begleiter Jussuf begleiten Professor Habert bei dessen archäologischen Forschungsarbeiten auf der ganzen Welt. Immer wieder kommt es dabei zu spektakulären Missionen und unerwarteten Ereignissen mit kriminellen Auswüchsen.

## Hintergrund und Veröffentlichung
Die erste Geschichte, Le faucon de Mû, wurde 1980 in Métal hurlant veröffentlicht.
Die Serie erschien dann in Frankreich von 1981 bis 1987 bei Les Humanoïdes Associés.
In Deutschland erschien die Serie als Ein Abenteuer des Marc Marell von 1983 bis 1988 beim Carlsen Verlag.

## Geschichten
- 1983: Der Falke von Mu
- 1985: Das Siegel des Minotaurus
- 1985: Das Testament des Gottes Chac
- 1986: Countdown des Wahnsinns
- 1988: Die Rückkehr des Tangata Manu